# Alexander Kiselev
Alexander Alekseevič „Alex“ Kiselev ist ein US-amerikanischer Mathematiker.
Kiselev studierte Physik an der Staatlichen Universität Sankt Petersburg mit dem Abschluss 1992 und wurde 1996 am Caltech bei Barry Simon promoviert (Absolutely Continuous Spectrum of One-Dimensional Schrödinger Operators with Slowly Decreasing Potentials).  Als Post-Doktorand war er am MSRI und 1997 bis 1999 Dickson Instructor an der University of Chicago, an der er 1999 Assistant Professor wurde. 2002 wurde er Associate Professor und 2005 Professor an der University of Wisconsin-Madison und 2014 Professor an der Rice University, an der er Edgar Odell Lovett Professor für Mathematik war. Seit 2017 ist er Professor an der Duke University.
2004 war er am Institute for Advanced Study, 1995/96 am IHES.
Er befasst sich mit partiellen Differentialgleichungen, speziell Spektraltheorie von Schrödingeroperatoren, Hydrodynamik (unter anderem Nachweis von Blow up bei einigen eindimensionalen Modellen der dreidimensionalen Eulergleichungen und bei der Burgers-Gleichung mit fraktionaler Dissipation), mathematischer Biologie und Reaktions-Diffusions-Gleichungen (zum Beispiel in der Chemotaxis oder bei Bränden). 2001 löste er eines der Simon-Probleme (Existenz eines kontinuierlichen Spektrums des Schrödingeroperators bei langsam zerfallenden Potentialen).  Viel zitiert wurde auch seine Arbeit über die globale Wohlgestelltheit für die kritische zweidimensionale dissipative quasi-geostrophische Gleichung.
Für 2018 war er eingeladener Sprecher auf dem Internationalen Mathematikerkongress in Rio de Janeiro und 2006 eingeladener Sprecher auf dem International Congress on Mathematical Physics in Rio. 2012 war er Guggenheim Fellow und 2001 Sloan Research Fellow.

## Schriften (Auswahl)
- mit Tam Do, Xiaoquian Xu: Stability of Blow Up for a 1D model of Axisymmetric 3D Euler Equation,  Arxiv 2016
- mit Lenya Ryzhik: Biomixing by chemotaxis and efficiency of biological reactions: the critical reaction case, J. Math. Phys., Band 53, 2012, S. 115609
- mit L. Ryzhik: Biomixing by chemotaxis and enhancement of biological reactions, Communications in PDE, Band 37, 2012, S. 298–318
- mit Fedor Nazarov, Roman Shterenberg: Blow up and regularity for fractal Burgers equation, Arxiv 2008
- mit  F. Nazarov, A. Volberg: Global well-posedness for the critical 2D dissipative quasi-geostrophic equation, Inventiones Mathematicae, Band 167, 2007, S. 445–453, Arxiv
- mit L. Ryzhik: Enhancement of the traveling front speeds in reaction-diffusion equations with advection, Annales de l'IHP Analyse non linéaire, Band 18, 2001, S. 309–358
- mit Michael Christ: Maximal functions associated to filtrations, Journal of Functional Analysis, Band 179, 2001, S. 409–425
- mit Rowan Killip, Y. Last: Dynamical upper bounds on wavepacket spreading, American J. Math., Band 125, 2003, S. 1165–1198, Arxiv
- mit P. Constantin, A. Oberman, L. Rhyzik: Bulk Burning Rate in Passive–Reactive Diffusion, Archive for rational mechanics and analysis, Band 154, 2000, S. 53–91, Arxiv
- mit  Yoram Last: Solutions, spectrum and dynamics of Schrödinger operators on infinite domains, Duke Math. Journal, Band 102, 2000, S. 125–150, Arxiv
- mit M. Christ: Absolutely continuous spectrum for one-dimensional Schrödinger operators with slowly decaying potentials: some optimal results, Journal of AMS, Band 11, 1998, S. 771–797, Arxiv
- mit Y. Last, Barry Simon: Modified Prüfer and EFGP transforms and the spectral analysis of one-dimensional Schrödinger operators, Commun. Math. Phys., Band 194, 1998, S. 1–45
- Stability of the absolutely continuous spectrum of Schrödinger operators under slowly decaying perturbations and a.e. convergence of integral operators, Duke Math. J., Band 94, 1998, S. 619–649
- mit M. Christ, C. Remling: The absolutely continuous spectrum of one-dimensional Schrödinger operators with decaying potentials, Math. Res. Lett., Band 4. 1997, S. 1–5
- Absolutely continuous spectrum for one-dimensional Schrödinger operators and Jacobi matrices with slowly decreasing potentials, Commun. Math. Phys., Band 179, 1996, S. 377–400